# Eriochrysis concepcionensis
Eriochrysis concepcionensis är en gräsart som beskrevs av Timothy John Killeen. Eriochrysis concepcionensis ingår i släktet Eriochrysis och familjen gräs. Inga underarter finns listade i Catalogue of Life.